# Adaeum granulosum
Adaeum granulosum is een hooiwagen uit de familie Triaenonychidae. De wetenschappelijke naam van Adaeum granulosum gaat terug op Lawrence.